# I Feel Immortal
"I Feel Immortal"  é uma canção da cantora finlandesa Tarja Turunen, lançada como o segundo single do seu terceiro álbum de estúdio, What Lies Beneath (2010).

## Antecedentes
Quando a artista havia pensado ter terminado a produção de What Lies Beneath, a sua gravadora na Alemanha pediu para que ela retrabalhasse em "I Feel Immortal". Turunen teve de compor novos versos, o que foi um tanto difícil para si por ter de "conseguir o espírito correto [para a faixa]".

## Vídeo musical
O vídeo de "I Feel Immortal" foi dirigido por Jörn Heidmann e teve locações na Islândia. Tarja comentou a respeito: "A história [da canção] é bem tocante e eu penso que muitas pessoas possam sentir-se conectadas com ela. É sobre o ciclo da vida com perda, amor e esperança. Há outros símbolos ao seu redor, mas é melhor você entender de sua maneira e encontrar o seu próprio significado."

## Recepção crítica
Em sua crítica ao What Lies Beneath, Kyle Ward, do portal Sputnikmusic, comentou que o melhor do álbum ocorre quando a cantora usa seus vocais operáticos para construir a atmosfera de canções como "(...) 'I Feel Immortal', 'Underneath', e 'Rivers Of Lust', [nas quais] o mais controlado ritmo vem através da voz igualmente harmoniosa e emotiva, assim como crucial, e da musicalidade auxiliar que não tenta roubar nada do canto de Turunen".

## Desempenho comercial
"I Feel Immortal" fez sua estreia nas tabelas musicais na Alemanha através da publicada pela Media Control, quando em 13 de setembro de 2010 atingiu o número 55 da lista. Na sua segunda semana na compilação, ficou na 77ª posição, saindo da classificação no dia 26 seguinte.

## Listas de faixas
| CD single |                                  |         |  |
| N.º       | Título                           | Duração |  |
| 1.        | "I Feel Immortal" (Single Mix)   | 4:31    |  |
| 2.        | "If You Believe" (Piano Version) | 4:12    |  |
| 3.        | "I Feel Immortal" (Radio Mix)    | 4:27    |  |

| Extended play (EP) digital |                      |         |  |
| N.º                        | Título               | Duração |  |
| 1.                         | "I Feel Immortal"    | 4:38    |  |
| 2.                         | "Still of the Night" | 6:35    |  |
| 3.                         | "The Crying Moon"    | 3:54    |  |